# ماتي شتاينمان
ماتي شتاينمان (بالفنلندية: Matti Steinmann) هو لاعب كرة قدم فنلندي في مركز الوسط، ولد في 8 يناير 1995 في هامبورغ في ألمانيا. شارك مع منتخب ألمانيا تحت 20 سنة لكرة القدم. أما مع النوادي، فقد لعب مع كيمنتزر ونادي هامبورغ.

## وصلات خارجية
- ماتي شتاينمان على موقع قاعدة بيانات كرة القدم.إي يو (الإنجليزية)
- ماتي شتاينمان على موقع بيانات كرة القدم. دي إي (الألمانية)
- ماتي شتاينمان على موقع Soccerway.com (الإنجليزية)
- ماتي شتاينمان على موقع عالم كرة القدم.نت (الإنجليزية)
- ماتي شتاينمان على موقع AS.com (الإسبانية)